# Capu Codrului
Capu Codrului – wieś w Rumunii, w okręgu Suczawa, w gminie Păltinoasa. W 2011 roku liczyła 2400 mieszkańców. 